# Love Will Keep Us Together
Singles de Captain and Tennille
The Way I Want to Touch You
(1975)
Love Will Keep Us Together est une chanson écrite et composée par Neil Sedaka et Howard Greenfield. Elle est enregistrée pour la première fois par Neil Sedaka en 1973 sur son album The Tra-La Days Are Over.
Elle est publiée en 45 tours uniquement en France par le label Polydor.
Sa reprise en avril 1975 par le duo pop américain Captain and Tennille dont c'est le premier single, connaît un succès international, se classant no 1 au Billboard Hot 100 ainsi qu'au Canada et en Australie.
Le duo l'enregistre également en espagnol sous le titre Por amor viviremos. Cette version se classe dans le Billboard Hot 100, culminant à la 49e position. Ainsi, fait rarissime, une chanson s'est retrouvée classée simultanément dans le Hot 100 avec deux interprétations par le même artiste dans deux langues différentes.

## Distinctions
En 1976, la version de Captain & Tennille reçoit le Grammy Award de l'enregistrement de l'année et une nomination pour le Grammy Award de la chanson de l'année.

## Reprises
Outre Captain & Tennille, d'autres artistes ont repris la chanson : 
- Mac & Katie Kissoon en 1973, dont la version est un succès aux Pays-Bas (no 12 dans le classement des ventes)[4],
- Andy Williams,
- Nickelback,
- Kim Wilde[5]...

- Le titre de la chanson Love Will Tear Us Apart du groupe Joy Division sortie en 1980 peut être vu comme une réponse cynique à Love Will Keep Us Together[6].

- Sheila enregistre en 1999 une nouvelle version de Love will keep us together. Elle la publie sur son album Dense.

## Classements hebdomadaires et certifications
| Classement (1975)                          | Meilleure position |
| ------------------------------------------ | ------------------ |
| Afrique du Sud (Springbok Radio)           | 2                  |
| Australie (Kent Music Report)              | 1                  |
| Belgique (Wallonie Ultratop 50 Singles)    | 7                  |
| Canada (RPM Top Singles)                   | 1                  |
| Canada (RPM Adult Contemporary)            | 1                  |
| États-Unis (Billboard Hot 100)             | 1                  |
| États-Unis (Hot Adult Contemporary Tracks) | 1                  |
| France (IFOP)                              | 6                  |
| Italie (FIMI)                              | 33                 |
| Nouvelle-Zélande (RMNZ)                    | 8                  |
| Royaume-Uni (UK Singles Chart)             | 32                 |

| Classement version en espagnol | Meilleure position |
| ------------------------------ | ------------------ |
| États-Unis (Billboard Hot 100) | 49                 |

| Pays              | Certification | Unités certifiées |
| ----------------- | ------------- | ----------------- |
| États-Unis (RIAA) | Or            | 1 000 000         |